# Lorgio Álvarez
Lorgio Álvarez est un footballeur bolivien né le 29 juin 1978 à Santa Cruz de la Sierra. Il évolue au poste de défenseur.